# Varga Klári
Varga Klári (Kaposvár, 1970. május 27. –) Jászai Mari-díjas magyar színművésznő, Varga Zsuzsa ikertestvére.

## Életpályája
Elsőre nem vették fel az egyetemre, ezért a Nemzeti Színház Stúdiójának növendéke lett, ahol tanárai voltak: Kubik Anna, Bubik István és Agárdy Gábor. 1993-ban végzett a Színház- és Filmművészeti Egyetemen, Szirtes Tamás osztályában. 1993-2003 között a Madách Színház, 2003-2007 között a József Attila Színház, 2007-2012 között a Budapesti Kamaraszínház, majd 2013-tól a debreceni Csokonai Színház tagja. 2007-től szerepel a Baltazár Színház előadásaiban is.
Házas, egy kisfia van, Mátyás. Ikertestvére, Varga Zsuzsa, szintén színésznő.

## Színházi szerepeiből
A Színházi adattárban regisztrált bemutatóinak száma: 63.
- Molnár Ferenc: 
  - A testőr: (Szobalány)[5]
  - Riviera (Lujza)
  - Egy, kettő, három (Lydia:)
  - Játék a kastélyban (Annie)
  - Pál utcai fiúk[6] (Áts Feri)
  - A vörös malom[7] (Jánoska Juliska)
- Charles Dickens: Isten pénze[8] (Belle)
- Joseph Stein- Sólem Aléchem: Hegedűs a háztetőn (Hódel)
- Kosztolányi Dezső-Tasnádi István: Édes Anna (Címszerep)
- Szomory Dezső: Hagyd a nagypapát! (Diane)
- Fejes Endre: Mocorgó (Judit)
- Ivan Kušan: Galócza (Címszerep)
- Szabó Magda: 
  - Régi módi történet (Stillmungus Mária Margit)
  - Az ajtó[9] (Szabados Magda)
- Tar Sándor-Mészáros Tibor: Istent a falra festeni (Zsíros Terézia Jolán)
- Orbán János Dénes: A magyar Faust (Lucifer)
- Lázár Ervin-Adorján Beáta: A kisfiú meg az oroszlánok(Láz Jenő)

## Filmjei
- "Itt élned halnod kell" (TV film) színész (2016)
- Hacktion: Újratöltve (sorozat, 2013)
- A Magyar Szabadság Napja Gödöllőn (TV film) szereplő (magyar dokumentumfilm, 2012)
- A Napba öltözött leány (TV film) színész (magyar zenés film, 2006)
- Férfiakat Szelistyének (TV film) színész (magyar tévéfilm., 1997)
- A szigetvári vértanúk (TV film, 1996)
- A párduc és a gödölye (TV film) (1995)

## Díjai
- 30. Magyar Filmszemle (1999) – Legjobb női alakítás
- Jászai Mari-díj (2017)